# 京都慕情
「京都慕情」（きょうとぼじょう）は、ザ・ベンチャーズが日本で発表したシングル。渚ゆう子がカバーし、シングルとして発売した。

## ザ・ベンチャーズ盤
ザ・ベンチャーズが日本で発売したシングル。1970年11月25日発売。A面曲・B面曲共に同年2月発売のLP『ゴールデン・ポップス』からのシングルカット。
ザ・ベンチャーズのインストゥルメンタル曲で、「京都の恋」に続いてザ・ベンチャーズの「京都シリーズ」第2弾として発表された。原題は「Reflections in A Palace Lake」。
近年のザ・ベンチャーズのコンサートで「雨の御堂筋」と2曲メドレーで演奏されることがある。

### 収録曲
1. 京都慕情 (REFLECTIONS IN A PALACE LAKE)
  - 当初の邦題は「パレスの夜」だったが[1]、渚ゆう子への楽曲提供が決まったことで「京都慕情」に改題され、シングルA面曲として発売された。
2. 別れた人と (WAKARETA HITO TO)

## 渚ゆう子盤
1970年12月1日に渚ゆう子がカバーし、シングルとして発売した。発売元は東芝音楽工業。

### 解説
オリコンのシングルチャートで8週連続1位を獲得した前作「京都の恋」に続いてザ・ベンチャーズが楽曲を提供している。外国人による作曲ながら、和風情緒溢れる雰囲気で大ヒットとなった。
「京都慕情」で第22回NHK紅白歌合戦に初出場。舞妓の姿で歌唱した。「夏の紅白」ともいわれる『第36回思い出のメロディー』（2004年）に出演し、本楽曲を披露した。

### 収録曲
1. 京都慕情
  - 作曲: ザ・ベンチャーズ（ジョン・ダリル、ジェリー・マギー、メル・テイラー、ドン・ウィルソン）、作詞:林春生 編曲: 川口真
2. 女の指輪
  - 作詞: 橋本淳、作曲・編曲: 筒美京平

## その他のカバー
1972年、織井茂子が「京都慕情」をカバーした。アルバム『京都の恋』に収録。
1990年公開の映画『TUGUMI』（監督 市川準、原作 吉本ばなな『TUGUMI』）主題歌 小川美潮「おかしな午後」
1993年、坂本冬美カバーアルバム「LOVE SONGS IV 逢いたくて 逢いたくて~」収録。
1997年、矢野顕子が「京都慕情」をカバーした。『Oui Oui』収録。
テレビ朝日『Matthew's Best Hit TV』でマシュー南が、嵐山の映像を背景に前触れもなく本楽曲を歌う。
2002年、Sunny Side Upが「京都慕情」をカバーした。
2003年、石井竜也が「京都慕情」をカバーした。アルバム「super nipops」収録。
2004年、いしだあゆみが『いしだあゆみ・せれくしょん~シングル・ヒッツ&モア~』に収録。
2007年、O’sが『COVER’s』で収録。
2009年、青江三奈の『ゴールデン☆ベスト 青江三奈 カヴァー・コレクション』に収録。
2009年、山内喜美子が『決定盤!!琴 / ヒット演歌 ベスト』に収録。
2010年、古川初穂ピアノトリオが『おくにうた』に収録。
2012年、MARIKOがカバーをリリース。
2013年、サム・テイラーが『ロマン歌謡』で収録。
2013年よりJリーグの京都サンガF.C.のサポーターがクラブアンセムとしてこの歌を使用している。なお、歌詞はサンガのイメージに合わせて変更されている。
2014年、加藤博啓が『加藤博啓plays ベンチャーズ・ポップス・イン・ジャパン』収録。
2015年1月3日、NHK BSプレミアムで放送された『京都人の密かな愉しみ』のエンディングテーマとして本曲が流れた。歌手は武田カオリ。
2017年、映画『禅と骨』オリジナル･サウンドトラック、野宮真貴のカバーを収録。
2018年、ジャズロックバンド美笑がカバーをリリース。
1972年(LP) 2018年(CD)、アン・ルイスが『アン・ルイス・ベンチャーズ・ヒットを歌う』で収録。
2019年、高瀬由梨が『サンク1970 Vol.2』に収録。

## 関連作品
- GOLDEN☆BEST 渚ゆう子
- 青春歌年鑑 1971 BEST30
- Cahier de musique / 音楽手帖　阿部海太郎